# Edward Henry Howard
Edward Henry Howard (Hainton, 13 de fevereiro de 1829 - 16 de setembro de 1892) foi um padre e arcebispo católico inglês, que foi feito cardeal em 1877.  Ele era parente dos Duques de Norfolk.

## Vida
Howard era filho de Edward Gyles Howard, um militar, por seu casamento com Frances Anne Heneage, e foi educado no St Mary's College, Oscott. Seu pai era filho de Edward Charles Howard, o irmão mais novo de Bernard Howard, 12º Duque de Norfolk. A irmã de seu pai, Julia Barbara Howard, foi casada com Henry Stafford-Jerningham, 9º Barão Stafford, de 1829 até sua morte em 1856.  Ele foi o segundo membro da família dos duques de Norfolk a se tornar cardeal, depois do cardeal Philip Thomas Howard de Norfolk, OP (1675).
Após um curto período de serviço como oficial do Exército Britânico com os Life Guards, durante o qual ele comandou o destacamento que escoltou o carro funerário no funeral do Duque de Wellington em 1852, Howard renunciou à sua comissão para estudar para o sacerdócio. Estudou no Oscott College; na Universidade de Edimburgo, Escócia; no Venerable English College, Roma, 1854; na Pontifícia Academia dos Nobres Eclesiásticos, 1854 (diplomacia); e no Collegio Romano, 1854-1858, onde obteve doutorado em teologia e direito canônico. Proficiente em seis línguas, entre elas várias orientais.
Ordenado em 8 de dezembro de 1854, Venerable English College, Roma, pelo Cardeal Nicholas Wiseman, arcebispo de Westminster. Aprendeu árabe, copta, hindustani e russo, e se tornou um linguista talentoso. Por cerca de um ano, foi enviado papal a Goa, Índia Portuguesa, para negociar entre as autoridades britânicas e portuguesas a solução dos problemas relativos ao governo eclesiástico da Província de Goa. Queria se tornar um missionário no Oriente, mas o papa insistiu que ficasse em Roma. Prelado doméstico de Sua Santidade, 1863. Ministério pastoral em Roma como confessor dos pobres e dos soldados. Referendário dos Tribunais da Assinatura Apostólica da Justiça e da Graça. Consultor da Sagrada Congregação de Propaganda Fide para os assuntos dos ritos orientais, 1867-1877. Vigário da basílica patriarcal do Vaticano, 4 de setembro de 1870.
Eleito arcebispo titular de Neocesarea e nomeado sufragâneo de Frascati, em 25 de junho de 1872, pelo Papa Pio IX. Consagrado no dia 30 de junho seguinte, na basílica patriarcal do Vaticano, pelo cardeal Carlo Sacconi, assistido por Salvatore Nobili Vitelleschi, arcebispo titular de Selêucia, e por François-Xavier Frédéric de Mérode, arcebispo titular de Melitene.
Criado cardeal-presbítero no consistório de 12 de março de 1877; recebeu o chapéu vermelho em 15 de março e o título de Ss. Giovanni e Paolo em 20 de março. Participou do conclave de 1878, que elegeu o Papa Leão XIII. Em 24 de março de 1878, foi nomeado protetor do Venerável Colégio Inglês; em sua morte, ele deixou sua magnífica biblioteca para o colégio. Nomeado arcipreste da basílica patriarcal do Vaticano e prefeito da Sagrada Congregação da Reverenda Fábrica de São Pedro em 12 de dezembro de 1881. Promovido a ordem dos bispos e a sé suburbicária de Frascati, 24 de março de 1884. Acometido por uma doença grave em 1887, foi levado para a Inglaterra na primavera de 1888, vivendo em estrita reclusão em Brighton até sua morte.
Cardeal Howard faleceu em 16 de setembro de 1892, de pneumonia, em Hatch Beauchamp, Brighton. Exposto na capela Fitzalan, igreja paroquial de St. Philip, Arundel, e enterrado em 1º de outubro no túmulo de sua família naquela capela. Um memorial para o cardeal Howard foi erguido na capela.